# Jima Abajo
Jima Abajo é um município da República Dominicana pertencente à província de La Vega.
Sua população estimada em 2012 era de 29 685 habitantes.